# Mika il Barbuto
Mika il Barbuto (in ungherese Szakállas Mika; in slavo orientale antico: Mika Bradatyj; ... – dopo il 1235) fu un nobile ungherese vissuto a cavallo tra il XII e il XIII secolo, il quale ricoprì per tre volte il ruolo di ispán del comitato di Bihar sotto re Andrea II d'Ungheria.

## Biografia

### Origini
Le origini di Mika (anche Mica, Myke o Michele) rimangono sconosciute e si esclude che corrispondesse a un suo contemporaneo omonimo, il palatino Mika Ják.Un certo Giliano, figlio di Bocion, che agì in veste di pristaldus (ufficiale giudiziario) per suo conto, si riferì a Mika come al suo «contubernarius», locuzione che descriveva la relazione politica e sociale tra loro, una sorta di proto-familiaritas. È possibile che Mika provenisse da una famiglia nobile che possedeva dei feudi nel comitato di Bihar. Egli possedeva Jenő (l'attuale Ineu, in Romania) lungo la sponda settentrionale del fiume Sebes-Körös (Crișul Repede). Ricevette poi il feudo di Malka nel comitato di Szatmár da Drugh (Dorog), padre di Alessandro Karászi. Analizzando la storia dei possedimenti appena menzionati, lo storico Péter Németh ha sostenuto che Mika appartenesse alla famiglia dei Kaplon.

### Ispán
Tra il 1190 e il 1198, Mika fondò un monastero benedettino a Telki, nel comitato di Pilis, dedicato al primo re ungherese Stefano I. In qualità di titolare del giuspatronato, Mika vendette tre feudi del monastero alla prepositura di Albareale, secondo una lettera di papa Innocenzo III del 1215-1216. Mika presentò una petizione alla Curia romana nel 1224 e, secondo il suo esposto a papa Onorio III, nel monastero non erano rimasti quasi più monaci per pregare a causa dell'indisciplina generale. Mika domandò invano al pontefice di trasferire il monastero sotto la supervisione dei cistercensi dell'abbazia di Heiligenkreuz. Tuttavia, l'abbazia di Telki rimase nelle mani dei frati benedettini.
Mika figurava tra i confidenti di re Andrea II. Insieme ad altri aristocratici, partecipò alla campagna militare ungherese contro il principato di Galizia nell'estate del 1211, quando Andrea II intendeva riportare il piccolo Danilo sul trono galiziano su richiesta di un gruppo di boiardi. La Cronaca di Galizia e Volinia si riferisce a lui con l'epiteto di «il Barbuto» (Barbatus o Borodaty). Mika fu ferito in un combattimento avvenuto contro i cumani, i quali sostenevano le aspirazioni di Vladimir Igorevič. La Cronaca di Galizia e Volinia afferma erroneamente che il capo cumano Tobaša gli mozzò la testa.
Tornato in Ungheria, Mika fu nominato «ispán» del comitato di Bihar nel 1212 e preservò la dignità fino al 1216, quando fu sostituito da un certo Neuka. Il Regestrum Varadinense testimonia molti dettagli della sua attività come ispán. I suoi delegati (curialis comes) furono Sicula, Nuethlen, Paolo e Demetrio nel periodo tra il 1213 e il 1215. Mika ricoprì per la seconda volta la carica di ispán del comitato di Bihar dal 1219 al 1221. Sono stati trascritti i nomi dei suoi due commissari, Kölked e Farkas. Nel 1220, re Andrea II incaricò Mika, conferendogli degli incarichi speciali, tra cui il diritto di giudicare casi legali inerenti al gruppo privilegiato dei servitori reali (in latino serviens regis. Secondo uno statuto di quell'anno, i «gruppi del comitato di Bihar» (ovvero i servitori reali) chiesero giustizia per una questione di furto a Mika, «il giudice inviato da re Andrea». Anche i servitori reali del comitato di Békés e Kolozs si rivolgevano alla corte giudiziaria speciale di Mika. Su ordine del re, Mika giudicava anche le cause legali riguardanti i servitori reali nei comitati di Zala e Somogy, nella parte opposta del regno d'Ungheria. Questi dati dimostrano che la giurisdizione di Mika riguardo ai casi legali dei servitori reali copriva geograficamente l'intero territorio del regno, dopo che Andrea II delegò questa funzione specificamente a lui. Mika fu nominato ispán del comitato di Nitra nel 1223 e Amministrò nuovamente il comitato di Bihar nel 1226.
Dopo che il primogenito e rivale di Andrea, Béla IV, salì al trono ungherese nel 1235, Mika cadde in disgrazia presso la famiglia reale e perse completamente la sua influenza politica. Insieme ad altri cortigiani, come Nicola Szák e il vecchio tesoriere, Nicola, Mika fu condannato per «alto tradimento», mentre altri aristocratici vicini al defunto Andrea furono giustiziati o imprigionati. Secondo una lettera di Béla IV spedita a papa Gregorio IX intorno all'agosto del 1236, Mika aveva usurpato gran parte delle entrate della corona e le aveva depositate presso le chiese locali (probabilmente nel comitato di Bihar). Il sovrano magiaro gli confiscò il feudo di Jenő e lo cedette al suo confidente Paolo Geregye prima del 1236. Il destino di Mika rimane avvolto nel mistero.